# Фернандес, Мартин
Мартин Себастьян Ривас Фернандес (исп. Martín Sebastián Rivas Fernández; род. 17 февраля 1977, Монтевидео) — уругвайский и испанский футболист, защитник.

## Карьера
Мартин родился в Монтевидео, столице и крупнейшем городе Уругвая, и начал играть за «Данубио». Затем, в январе 1998 года, Фернандес был подписан итальянским «Интернационале», а поскольку Мартин имел двойное гражданство уругвайское и испанское, защитник не попал под квоту игрока вне ЕС. Он подписал контракт до 30 июня 2002 года. «Интер» также подписал его земляка, Альваро Рекобу в начале того же сезона. 16 мая 1998 года он дебютировал в Серии А, в матче против «Эмполи». После того, как он не сыграл ни одного матча в сезоне 1999/2000, он был отдан в аренду «Малаге».
Он был членом сборной, играющей в молодёжном чемпионате мира по футболу 1997 года и Кубке Конфедераций 1997 года.